# NGC 5911
NGC 5911 је лентикуларна галаксија у сазвежђу Змија која се налази на NGC листи објеката дубоког неба.
Деклинација објекта је + 3° 31' 8" а ректасцензија 15h 20m 18,1s. Привидна величина (магнитуда) објекта NGC 5911 износи 14,0 а фотографска магнитуда 14,9. NGC 5911 је још познат и под ознакама MCG 1-39-19, CGCG 49-133, NPM1G +03.0475, PGC 54731.